# Signiertes Maß
Signiertes Maß ist ein Begriff aus dem mathematischen Teilgebiet der Maßtheorie. Es ist wie das Maß eine auf einem Mengensystem, meist einer σ-Algebra, definierte Funktion und unterscheidet sich von diesem nur darin, dass auch negative Werte zugelassen sind. Das signierte Maß stellt somit eine Verallgemeinerung des Maßbegriffs dar. Manchmal werden signierte Maße auch als Ladungsverteilungen bezeichnet, da sie bildlich jedem Teil eines geladenen Körpers die in ihm enthaltene Ladung zuweisen.
Mengen signierter Maße besitzen im Vergleich zu den gewöhnlichen Maßen mehr Struktur. So bildet beispielsweise die Menge aller signierten Maße auf einem gemeinsamen Messraum einen Vektorraum mit einer Norm.

## Definition
Sei {\displaystyle \Omega } eine nichtleere Menge und {\displaystyle {\mathcal {C}}\subseteq 2^{\Omega }} ein Mengensystem auf {\displaystyle \Omega } mit {\displaystyle \emptyset \in {\mathcal {C}}}. 
Eine Mengenfunktion {\displaystyle \nu } von {\displaystyle {\mathcal {C}}} nach {\displaystyle [-\infty ,+\infty )} oder {\displaystyle (-\infty ,+\infty ]} heißt signiertes Maß, wenn gilt:
1. {\displaystyle \nu (\emptyset )=0}
2. Für jede disjunkte Familie {\displaystyle (A_{i})_{i\in \mathbb {N} }} mit {\displaystyle A_{i}\in {\mathcal {C}}} und {\displaystyle \textstyle \bigcup _{i\in \mathbb {N} }A_{i}\in {\mathcal {C}}} gilt

{\displaystyle \nu \left(\bigcup _{i\in \mathbb {N} }A_{i}\right)=\sum _{i\in \mathbb {N} }\nu (A_{i})}.
Diese Eigenschaft wird als σ-Additivität bezeichnet.
Ist das Mengensystem {\displaystyle {\mathcal {C}}} eine σ-Algebra, so wird es im Folgenden mit {\displaystyle {\mathcal {A}}} bezeichnet. Insbesondere ist dann {\displaystyle \textstyle \bigcup _{i\in \mathbb {N} }A_{i}} immer in {\displaystyle {\mathcal {A}}} enthalten.

## Bemerkungen zur Definition
Die Konvergenz der Reihe {\displaystyle \textstyle \sum _{i\in \mathbb {N} }\nu (A_{i})} ist als unbedingte Konvergenz in {\displaystyle {\overline {\mathbb {R} }}} zu betrachten, das heißt, ihr Grenzwert ist {\displaystyle \textstyle \nu \left(\bigcup _{i\in \mathbb {N} }A_{i}\right)}.
Die Einschränkung auf entweder die Bildmenge {\displaystyle [-\infty ,+\infty )} oder die Bildmenge {\displaystyle (-\infty ,+\infty ]} erfolgt, um die Assoziativität der Addition zu erhalten. Außerdem vermeidet sie das Auftreten von nicht definierten Ausdrücken wie {\displaystyle -\infty +\infty }.
Wählt man als Bildraum die Menge {\displaystyle (-\infty ,+\infty )}, so kann auf die Forderung {\displaystyle \nu (\emptyset )=0} verzichtet werden. Dies folgt daraus, dass {\displaystyle \nu (\emptyset )} eine reelle Zahl ist und
{\displaystyle \nu (\emptyset )=\sum _{i\in \mathbb {N} }\nu (\emptyset )}
gilt.

## Beispiele
Die beiden hier angegebenen Beispiele sind gleichzeitig die klassischen Methoden, signierte Maße zu konstruieren.

### Differenz von Maßen
Sind {\displaystyle \mu _{1},\mu _{2}} endliche Maße auf dem Messraum {\displaystyle (\Omega ,{\mathcal {A}})}, so sind
{\displaystyle \nu _{1}=\mu _{1}-\mu _{2}{\text{ und }}\nu _{2}=\mu _{2}-\mu _{1}}
signierte Maße auf {\displaystyle (\Omega ,{\mathcal {A}})}. Bei einem der beiden Maße {\displaystyle \mu _{1},\mu _{2}} kann auf die Endlichkeit verzichtet werden, wenn man zulassen will, dass die signierten Maße die Werte {\displaystyle +\infty } oder {\displaystyle -\infty } annehmen können.

### Integralinduzierte signierte Maße
Signierte Maße treten auch in der Integrationstheorie auf, sie werden von einem unbestimmten Integral induziert.
Sei {\displaystyle (\Omega ,{\mathcal {A}},\mu )} ein Maßraum und {\displaystyle f\colon \Omega \rightarrow {\bar {\mathbb {R} }}} eine {\displaystyle {\mathcal {A}}}-{\displaystyle {\mathcal {B}}({\bar {\mathbb {R} }})}-messbare Funktion. Ist {\displaystyle f} positiv (nimmt Werte in {\displaystyle [0,\infty ]} an) oder quasiintegrierbar, so existiert das Integral {\displaystyle \textstyle \int _{\Omega }f\chi _{A}d\mu } mit {\displaystyle \chi } als Indikatorfunktion und {\displaystyle A\in {\mathcal {A}}} immer.
Die Abbildung {\displaystyle \textstyle \int fd\mu \colon {\mathcal {A}}\rightarrow {\bar {\mathbb {R} }}} mit
{\displaystyle (\int fd\mu )(A):=\int _{\Omega }f\chi _{A}d\mu }
definiert das unbestimmte {\displaystyle \mu }-Integral.
- Ist {\displaystyle f} positiv, so ist {\displaystyle \textstyle \int fd\mu } ein Maß.
- Ist {\displaystyle f} integrierbar, so ist {\displaystyle \textstyle \int fd\mu } ein endliches signiertes Maß, das heißt {\displaystyle \textstyle (\int fd\mu )(A)\in \mathbb {R} } für {\displaystyle A\in {\mathcal {A}}}.
- Ist {\displaystyle f} quasiintegrierbar, so ist {\displaystyle \textstyle \int fd\mu } ein signiertes Maß.

Man verwendet für {\displaystyle \textstyle (\int fd\mu )(A)} üblicherweise die Kurzschreibweise {\displaystyle \textstyle \int _{A}fd\mu }.

## Eigenschaften
Gegeben seien {\displaystyle A,B\in {\mathcal {A}}} und {\displaystyle B\subset A}. Ist {\displaystyle |\nu (A)|<\infty }, so ist auch stets {\displaystyle |\nu (B)|<\infty }, denn es gilt {\displaystyle \nu (A)=\nu (A\setminus B)+\nu (B)} wegen der σ-Additivität und daraus folgt dann die Endlichkeit der rechten Seite.
Sind {\displaystyle A,(A_{i})_{i\in \mathbb {N} }\in {\mathcal {A}}} mit disjunkten {\displaystyle A_{i}} und sind
{\displaystyle A=\bigcup _{i\in \mathbb {N} }A_{i}{\text{ sowie }}|\nu (A)|<\infty },
so ist die Reihe {\displaystyle \sum _{i=1}^{\infty }\nu (A_{i})} absolut konvergent. Denn es ist für jede Bijektion {\displaystyle \pi \colon \mathbb {N} \to \mathbb {N} } immer
{\displaystyle \bigcup _{i\in \mathbb {N} }A_{\pi (i)}=A=\bigcup _{i\in \mathbb {N} }A_{i}}
und somit
{\displaystyle \sum _{i=1}^{\infty }\nu (A_{\pi (i)})=\sum _{i=1}^{\infty }\nu (A_{i})}.
Also konvergiert die Reihe unbedingt und damit auch absolut.

### Stetigkeit von oben
Ist {\displaystyle {\mathcal {C}}} ein Ring, so ist {\displaystyle \nu } stetig von oben, das heißt, dass für jede monoton fallende Folge {\displaystyle (A_{i})_{i\in \mathbb {N} }} mit {\displaystyle A_{i}\in {\mathcal {C}}}, {\displaystyle |\nu (A_{1})|<\infty } und {\displaystyle \textstyle \bigcap _{i\in \mathbb {N} }A_{i}\in {\mathcal {C}}}
{\displaystyle \lim _{i\rightarrow \infty }\nu (A_{i})=\nu \left(\bigcap _{i\in \mathbb {N} }A_{i}\right)}
gilt. Ist {\displaystyle {\mathcal {C}}} eine σ-Algebra, so ist die Eigenschaft immer erfüllt.

### Stetigkeit von unten
Ein signiertes Maß auf einer σ-Algebra {\displaystyle {\mathcal {A}}}  ist stetig von unten, das heißt, für eine monoton wachsende Mengenfolge {\displaystyle (A_{i})_{i\in \mathbb {N} }} in {\displaystyle {\mathcal {A}}} gilt
{\displaystyle \lim _{i\rightarrow \infty }\nu (A_{i})=\nu \left(\bigcup _{i\in \mathbb {N} }A_{i}\right)}.

## Abgeleitete Begriffe

### Positive und negative Mengen
Eine Menge {\displaystyle A\in {\mathcal {A}}} wird eine positive Menge genannt, wenn für jede weitere Menge {\displaystyle B\subset A} mit {\displaystyle B\in {\mathcal {A}}} gilt, dass
{\displaystyle \nu (B)\geq 0}.
Ebenso wird eine Menge {\displaystyle A\in {\mathcal {A}}} eine negative Menge genannt, wenn für jede weitere Menge {\displaystyle B\subset A} mit {\displaystyle B\in {\mathcal {A}}} gilt, dass
{\displaystyle \nu (B)\leq 0}.
Eine Menge {\displaystyle A\in {\mathcal {A}}} heißt Nullmenge, wenn für jede weitere Menge {\displaystyle B\in {\mathcal {A}}} mit {\displaystyle B\subset A} gilt, dass
{\displaystyle \nu (B)=0}.
Äquivalent dazu ist {\displaystyle A} eine Nullmenge genau dann, wenn {\displaystyle A} eine positive und eine negative Menge ist.

### Signierter Maßraum
Ist {\displaystyle {\mathcal {A}}} eine σ-Algebra über der Grundmenge {\displaystyle \Omega } und {\displaystyle \nu } ein signiertes Maß, so nennt man das Tripel {\displaystyle (\Omega ,{\mathcal {A}},\nu )} einen signierten Maßraum.

### Endliches signiertes Maß
Ein signiertes Maß {\displaystyle \nu } heißt endlich, wenn {\displaystyle |\nu (A)|<\infty } für alle {\displaystyle A\in {\mathcal {A}}}.
Dies ist äquivalent zu {\displaystyle |\nu (\Omega )|<\infty } oder zur Endlichkeit der Variation von {\displaystyle \nu }.

### σ-endliches signiertes Maß
Ein signiertes Maß heißt σ-endlich, wenn es eine Folge {\displaystyle (A_{n})_{n\in \mathbb {N} }} von Mengen aus {\displaystyle {\mathcal {A}}} gibt, so dass
{\displaystyle \Omega =\bigcup _{n\in \mathbb {N} }A_{n}}
und {\displaystyle |\nu (A_{n})|<\infty } für alle {\displaystyle n\in \mathbb {N} }. Dies ist äquivalent dazu, dass die Variation von {\displaystyle \nu } ein σ-endliches Maß ist.

### Reguläres signiertes Maß
Ein endliches signiertes Maß auf einem Hausdorff-Raum, versehen mit der borelschen σ-Algebra, heißt regulär, wenn die Variation des signierten Maßes ein reguläres Maß ist.

## Wichtige Aussagen

### Hahn-Jordan-Zerlegung
Die Hahn-Jordan-Zerlegung liefert eine Aufteilung eines signierten Maßes. Dabei wird entweder die Grundmenge auf fast eindeutige Weise in eine positive Menge und eine negative Menge zerlegt (Hahnscher Zerlegungssatz) oder das signierte Maß wird in zwei (gewöhnliche) Maße aufgeteilt, von denen mindestens eines endlich ist und die zusammen das signierte Maß ergeben (Jordanscher Zerlegungssatz).
Zu jedem signierten Maß {\displaystyle \mu } existieren also eine positive Menge {\displaystyle P} und eine negative Menge {\displaystyle N}, so dass {\displaystyle N\cup P=\Omega } und {\displaystyle N\cap P=\emptyset } ist.
Ebenso existieren Maße {\displaystyle \mu ^{+},\mu ^{-}} (die sogenannte positive Variation und die negative Variation), von denen mindestens eines endlich ist, die singulär zueinander sind und für die {\displaystyle \mu =\mu ^{+}-\mu ^{-}} gilt.
Es gilt dann
{\displaystyle \mu ^{+}(A)=\mu (P\cap A),\quad \mu ^{-}(A)=-\mu (N\cap A)}.
Das Maß {\displaystyle |\mu |=\mu ^{+}+\mu ^{-}} nennt man dann die Variation von {\displaystyle \mu }, die Zahl {\displaystyle |\mu |(\Omega )} die Totalvariationsnorm des signierten Maßes.

### Satz von Radon-Nikodym
Ist {\displaystyle \mu } ein σ-endliches Maß auf dem Messraum {\displaystyle (X,{\mathcal {A}})} und ist {\displaystyle \nu } ein signiertes Maß, das absolut stetig bezüglich {\displaystyle \mu } ist ({\displaystyle \nu \ll \mu }), so besitzt {\displaystyle \nu } eine Dichtefunktion bezüglich {\displaystyle \mu }, das heißt, es existiert eine messbare Funktion {\displaystyle f\colon X\to \mathbb {R} }, so dass
{\displaystyle \nu (E)=\int _{E}f\,\mathrm {d} \mu } für alle {\displaystyle E\in {\mathcal {A}}}.

### Zerlegungssatz von Lebesgue
Ist {\displaystyle \mu } ein σ-endliches Maß auf dem Messraum {\displaystyle (X,{\mathcal {A}})} und ist {\displaystyle \nu } ein σ-endliches signiertes Maß, so existiert genau eine Zerlegung {\displaystyle \nu =\tau +\pi } mit signierten Maßen {\displaystyle \tau ,\pi }, so dass {\displaystyle \tau } absolut stetig bezüglich {\displaystyle \mu } ist und {\displaystyle \pi } singulär bezüglich {\displaystyle \mu } ist.

### Satz von Vitali-Hahn-Saks
Der Satz von Vitali-Hahn-Saks besagt, dass der mengenweise Grenzwert einer Folge von signierten Maßen wieder ein signiertes Maß definiert.

## Räume signierter Maß
Im Gegensatz zu den Maßen bilden die signierten Maße auf einem gemeinsamen Messraum einen reellen Vektorraum, wenn sie endlich sind. Insbesondere ist jede reelle Linearkombination signierter Maße ebenfalls ein signiertes Maß. Die Maße bilden dann einen konvexen Kegel in diesem Vektorraum. Wichtige konvexe Teilmengen sind die Wahrscheinlichkeitsmaße und die Sub-Wahrscheinlichkeitsmaße.
Versieht man den Vektorraum der endlichen signierten Maße mit der Totalvariationsnorm als Norm, so erhält man einen normierten Raum. Dieser Raum ist sogar vollständig, es handelt sich also um einen Banachraum.
Dieser Raum kann noch mit einer Ordnungsstruktur versehen werden, diese wird definiert als
{\displaystyle \mu \leq \nu \;\iff \,\mu (A)\leq \nu (A)\quad {\text{für alle }}A\in {\mathcal {A}}}.
Damit werden die endlichen signierten Maße zum Riesz-Raum und sogar zum Banach-Verband. Außerdem ist er ordnungsvollständig.
Reguläre signierte Maße treten beispielsweise auch in der Funktionalanalysis als Dualraum der im unendlichen verschwindenden stetigen Funktionen, der sogenannten C0-Funktionen, auf.

## Anwendungen
Mit signierten Maßen lassen sich zum Beispiel Verteilungen von positiven und negativen Ladungen in einem Stoff modellieren.